# رئیس‌جمهور فنلاند
رئیس‌جمهور فنلاند (فنلاندی: Suomen tasavallan presidentti) رئیس کشور می‌باشد که در چارچوب قانون اساسی فنلاند، قدرت اجرایی به رئیس‌جمهور و دولت فنلاند تفویض شده است؛ و براساس روند پیشین تنها قدرت باقی‌مانده در صحنه است. رئیس‌جمهور مستقیماً به مدت شش سال با رأی همگانی انتخاب می‌شود. از سال ۱۹۹۱، هیچ رئیس‌جمهوری نمی‌تواند برای بیش از دو دوره متوالی انتخاب شود. رئیس‌جمهور باید متولد یا شهروند فنلاندی باشد. در اصلاحیه قانون اساسی فنلاند تشکیل دفتر ریاست‌جمهوری در قانون اساسی جمهوری فنلاند اصلاح و گنجانده شد.

## رئیس‌جمهور کنونی

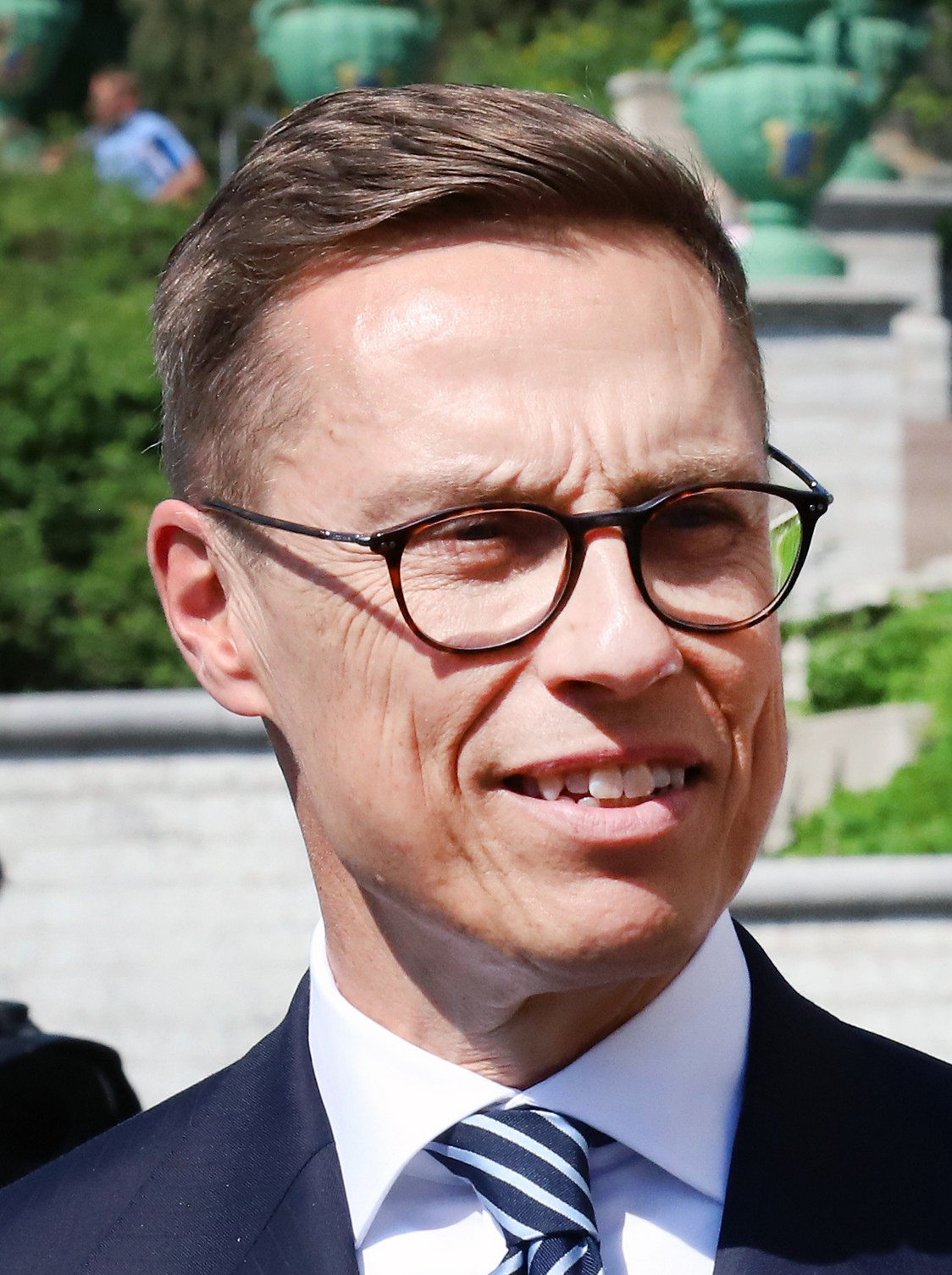
الکساندر اشتوب در سال ۲۰۲۴، رئیس جمهور فنلاندالکساندر اشتوب در استونی

از ۱ مارس ۲۰۱۲، رئیس‌جمهور فنلاند سائولی نینیسته بوده است. نینیسته در ماه مه ۲۰۱۷ اعلام کرد که تمایل به شرکت مجدد در انتخابات ریاست‌جمهوری سال ۲۰۱۸ دارد و به عنوان یک نامزد مستقل شرکت کرد. NCP و حزب دموکرات مسیحی از نامزدی او حمایت کردند. او در دور اول در ۲۸ ژانویه ۲۰۱۸ با ۶۲٫۷ درصد آرا پیروز انتخابات شد. دوره دوم ریاست جمهوری سائولی نینیسته که از ۱ فوریه ۲۰۱۸ شروع شد.
فنلاند بیشتر از زمان استقلال خود دارای نظام نیمه ریاستی است، که در آن رئیس‌جمهور دارای قدرت زیادی در سیاست خارجی و داخلی بود (بهترین نمونه‌های این دوره از تصدی رئیس‌جمهور نظام نیمه‌ریاستی اورهو ککونن بود، اما در اواخر قرن بیستم و اوایل قرن بیست و یکم، اختیارات رئیس‌جمهور در قانون اساسی کاهش یافت؛ و این قانون در سال‌های ۱۹۹۱، ۲۰۰۰ و ۲۰۱۲ به اجرا درآمد، موقعیت رئیس‌جمهور اکنون به‌طور فزاینده‌ای نمادین شده است. با این حال، رئیس‌جمهور همچنان سیاست خارجی ملی را در ارتباط با دولت هدایت می‌کند و فرماندهی کل نیروی دفاعی فنلاند را بر عهده دارد.
انتخابات ریاست‌جمهوری فنلاند (۲۰۲۴) در ۲۸ ژانویه شروع شد و دور دوم آن در ۱۱ فوریه برگزار شد. رئیس‌جمهور فعلی ساولی نینیستو مدت زمان محدودی داشت و واجد شرایط نامزدی مجدد برای انتخاب مجدد نبود و حداکثر دو دوره را سپری کرده بود و اطمینان حاصل می‌کرد که رئیس‌جمهور منتخب سیزدهمین دوره کشور خواهد بود.
با این حال، از آنجایی که هیچ نامزدی اکثریت آرا را به دست نیاورد، الکساندر اشتوب در دور دوم در ۱۱ فوریه با کسب ۵۱/۶٪ در مقابل پکا هاویستو ۴۸/۴٪ به پیروزی رسید. نتیجه دور دوم نزدیکترین نتیجه در تاریخ انتخابات ریاست‌جمهوری در فنلاند و پس از آن مرحله دوم انتخابات ریاست‌جمهوری سال ۲۰۰۰ بود. اشتوب در ۱ مارس به عنوان رئیس‌جمهور در مراسم تحلیف شرکت خواهد کرد.